# Малые Яуши
Ма́лые Я́уши  (чув.  Кĕçĕн Кипек) — село (до начала XVIII века деревня Другое Яушево, с начала XVIII века до середины XIX века деревня Малое Яушево с околотками Алдыш и Кибек , в середине XIX века Малые Яуши с околотком Киве-Алдыш Кибек, с 1879 года село Малое Яушево), расположенное у истока реки Усландырь (Хорнзорн-Сирма). Является административным центром Малояушеского сельского поселения, входящего в состав Вурнарского района, Чувашской Республики. Расстояние до столицы Чувашской Республики города Чебоксары 88 км, до районного центра 17 км.

## История и предания села
Малые Яуши упоминается ещё во времена правления Царя Ивана IV Васильевича Грозного. Следуя одному из преданий на территории расположенных ныне сел Малые Яуши и Большие Яуши жили два брата Яуш и Кибек, имевшие огромное имение их богатого отца, оставшееся им в наследство, после его смерти. Имение же состояло из огромной земли и большого количества скота и строений, которое братья никак не могли поделить поровну между собой. Смирившись с тем, что никто не сможет разрешить их спора, братья обратились к Царю Ивану Васильевичу Грозному с прошением приехать и разрешить их спор. По приезде Грозного, братья встретили его с великой почестью. Впоследствии на территории имения образовались две деревни Большие Яуши (чув. Мăн Явăш) и Малые Яуши (чув. Кĕçĕн Кипек). Принимая решение, царь гостил у братьев около недели и остался очень доволен гостеприимностью чувашей.
По другому же преданию записанному в 1920-х годах. В очень давние времена близ Малых Яуш насильно поселился помещик по имени Кибек. Возле деревни он поставил множество домов. Вокруг же образованного двора, он соорудил некую крепость, возведя из хвороста стены, облив их глиной. Он заставлял крестьян выплачивать ему подать, при этом не имея на это право. Население Малых Яуш взволновало притеснение помещика, и они решили дать ему отпор. Крестьяне застрелили помещика из лука, разграбили его дом и сожгли усадьбу.
В сохранившейся выписи из писцовой книги ясачного населения Свияжского уезда 1588 года две деревни—Большое Яушево (15 дворов) и Другое Яушево (16 дворов)—описаны особо, как самостоятельные селения (общины). У каждого селения отдельно показаны дворы с пашнями и сенокосами, а
также с вотчинами — бортными ухожьями. Само название говорит, что эти деревни—родственные, отделившиеся друг от друга за какое-то время до переписи. Однако писцы признали их самостоятельными селениями (общинами), хотя сами крестьяне-чуваши этих двух деревень, возможно, в те времена
придерживались общинных связей.

## Во времена Российской империи
В начале XVIII века деревня Малые Яуши, согласно указу Петра I «Об устройстве губерний и об определении в оныя правителей», входила в состав Казанской губернии, Свияжской провинции, Свияжского уезда, Аринской волости. В 1774 году Емельян Иванович Пугачев со своим войском проходил мимо деревни Малые Яуши, об этом свидетельствую найденные на раскопках пушки, которые хранятся в музее Малояушеской средней общеобразовательной школы.
С 1781—1917 года Малые Яуши входило в состав Казанской губернии, Ядринского уезда.
В 1875 году был открыт фельдшерский пункт.
В 1877 году открыта земская школа.
В 1878-1879 годах построена на средства прихожан Никольская церковь.
В начале XX века действовала церковноприходская женская школа. Функционировала мельница, мелочная и бакалейные лавки.

## Религия
Чуваши с древних веков были язычниками и верили в Бога (чув. Турă) и духа Кереметь (чув. Киремет) — символизирующего связь между всеми поколениями вплоть до самых древних и отражает представления о строении мира. В начале XVIII века чуваши подверглись всеобщей христианизации населения. Крестьяне деревни Малые Яуши, которые приняли христианскую веру в конце XVIII века начали ходить в церковь, построенную в селе Сугут-Торбиково, Ядринского уезда, Казанской губернии (ныне село Сугут-Торбиково, Вурнарского района,Чувашской Республики). В 1879 году на средства крестьян был построен храм Святого Николая Чудотворца, в котором исповедовал священник Дмитриев Митрофан Дмитриевич. Храм нес за собой исторически культурную ценность. Просвещал крестьян, воспитывал доброту и любовь к ближнему. Многие метрические книги, где велись учёт родившихся, бракосочетавшихся и умерших крестьян, сохранились и по сей день. Хранятся они в Государственном историческом архиве Чувашской Республики. Храм прослужил до 1938 года.

## Археологический памятник — Малояушеское городище «Укся Сют»
Укся Сют — это археологический памятник эпохи поздней бронзы и раннего железного века. Расположен он к востоку в 500 метрах от села Малые Яуши. В 1962 году Чувашская археологическая экспедиция, возглавляемая Н. В. Трубниковой заложили 8 раскопов общей площадью более 250 квадратных метров.
В древнейшем (первом) слое существования памятника, археологам удалось установить по вещественным находкам (в основном керамика) о существовании поселения в этой местности, относящимся к ошпадошпандинскому и хуласючскому этапам балановской культуры XIII-IX вв до н. э. Второй слой, обнесенный простой оградой (изгородь сооруженная из вертикальных бревен и придерживающих горизонтальных жердей на склоне городища), говорит о раннем железном веке, относящимся к городецкой культуре. Под ними заключены деревянная конструкция из бревен, иногда и целых бревен, уложенные под углом и обожженные глиняной обмазкой. Сооружение валов сопровождалось ритуалом, этому свидетельствует найденные кости животных и обломки сосудов. На северной оконечности мыса найдены остатки жилища, обломки сосудов с рогожным орнаментом и неорнаментированных, пирамидальное грузило, глиняные поделки, части сосудов со сквозными отверстиями, глиняные пробки для их закупорки. Малояушеское городище «Укся Сют» относится к числу немногочисленных ранних памятников городецкой культуры Чувашии (середина 1 тысячелетия до н. э.), а возведение укреплений — к IV—III вв. до н. э.
Материалы раскопок 1962 года хранятся в Чувашском национальном музее и Государственном историческом музее.:

## В составе Чувашской Республики
В 1930 году образован колхоз « Памяти Ленина».
В 1967 году открыта малояушеская школа, на месте, где была построена церковь.
Так же были открыты, клуб, библиотека, спортплощадка, отделение связи, 4 магазина, предприятие общественного питания.

## Население
По данным 1858 года в селе проживало всего: 1605 человек из них: 783 мужчины, 822 женщины; в 1897 году: всего 2224 человека из них: 1086 мужчин, 1138 женщин; в 1926 году всего в 151 дворе: 741 человек из них: 354 мужчины, 387 женщины;в 1939 году всего 845 человек из них: 409 мужчин, 436 женщин; в 1979 году всего 557 человек из них: 230 мужчин, 327 женщин; в 2002 году всего в 152 дворах:344 человека из них: 171 мужчина, 173 женщины; в 2010 году всего в 107 частных домохозяйств: 328 человек из них: 154 мужчины, 174 женщины.:

## Известные жители села Малые Яуши
Дмитриев Митрофан Дмитриевич (12.06.1847)-(25.08.1906)- рожден в деревне Кушниково Ядринского уезда (ныне деревня Нижние Абакасы Ибресинкого района)- первый священник из чувашей. После учёбы в Кошлоушском училище в марте 1868 поступил на педагогические курсы при Братстве святого Гурия. 27 мая 1869 в церкви села Бичурино Чебоксарского уезда впервые в истории Казанской епархии произнёс проповедь на чувашском языке. С сентября 1869 работал учителем в чувашских школах. С июня 1873 перешёл на церковную службу: псаломщиком в церкви села Абызово Ядринского уезда, 8 июля посвящён в стихари, 10 июня 1874 рукоположен в сан дьякона сверх штата, 16 сентября 1876 назначен на должность штатного псаломщика. В мае 1878 Дмитриев рукоположен в сан священника в церкви села Янтиково Цивильского уезда.Службу проводил на чувашском языке. С февраля 1881 назначен священником церкви села Малое Яушево Ядринского уезда.Здесь его стараниями был воздвигнут большой каменный храм. Умер Дмитриев Митрофан Дмитриевич 25 августа 1906 года в селе Малые Яуши Ядринского уезда (ныне село Малое Яушево Вурнарского района).
Сын: Дмитриев Иван Митрофанович — хоровой дирижёр, педагог.:

## Село Малые Яуши в годы Великой Отечественной войны
Как и многие деревни и села Малые Яуши отправила на защиту родины своих сыновей. Многим удалось вернуться и дожить до своей глубокой старости. Но не всем воинам и защитникам суждено было вернуться с войны.